# Walvis Bay Railway HOPE
Die Walvis Bay Railway HOPE ist eine Dampflokomotive der Walvis Bay Railway. Sie ist unter der Bezeichnung Railway Engine No. 652 als Industriedenkmal in Walvis Bay an der zentralen Küste Namibias erhalten und seit dem 15. April 1953 ein Nationales Denkmal.

## Geschichte
Am 6. März 1899 bestellte der Generalagent bei Kerr, Stuart and Company in London eine Lokomotive, die am 1. Juni 1899 das Werk verließ und am 22. August 1899 in Walvis Bay eintraf. Die mit der Baunummer 652 und dem Namen HOPE mit der Spurweite 2ft 6in (762 mm) hergestellte Lokomotive wurde auf der 1897 als Pferdebahn eröffneten und 1899 auf eine Länge von 19 km erweiterten Walvis Bay Railway eingesetzt. Die Strecke war ursprünglich nur dazu gedacht, die Anlegestelle mit der Stadt zu verbinden. Sie verlief schließlich 19 km (zwölf Meilen) bis zur Grenze von Deutsch-Südwestafrika bei Plum.
Die Lokomotive wurde auf Grundlage der Sirdar-Klasse mit der Achsfolge Bt (0-4-0T) gebaut und aufgrund der extrem leichten Schienen (12-lb-Schiene mit Schwellen im Abstand von drei Fuß) an beiden Enden mit einer zusätzlichen Laufachse versehen. Nach dem Umbau war die Achsfolge 1'B'1t (2−4−2T), sie erhielt keine Betriebsnummer.
Die geneigten Zylinder hatten einen Durchmesser von 6 Zoll. Die Kuppelachsen hatten einen Durchmesser von 24 Zoll und die Laufräder von 14 Zoll. Der Kesseldruck betrug 120 lb/sq., die gesamte Heizfläche 102 sq. ft. und die Rostfläche 3,5 sq. ft. Der Kessel besaß 36 Rohre mit jeweils einem Außendurchmesser von 1¾ Zoll. Die Kapazität der Seitentanks betrug 100 Imp.gal. (Gallonen) Wasser und der Kohlebehälter fasste 1/4 Tonne. Die Zugkraft bei 75 % Kesseldruck betrug 1020 lb. und das Gesamtgewicht der voll einsatzfähigen Lokomotive 12 Tonnen.

## Einsatz
Der Einsatz war aufgrund von Sandverwehungen nur eingeschränkt möglich. Zwischen 1903 und 1905 wurden lediglich 39 Pfund Sterling eingenommen. Diesen standen Ausgaben von 1200 Pfund gegenüber. Die Strecke wurde 1906 verkürzt und 1915 ganz stillgelegt.

## Verbleib
Die Lokomotive stand viele Jahre bis 1963 vor dem Bahnhof Windhoek in Windhoek. Sie wurde in der Werkstatt von Usakos überholt, mit einem neuen Anstrich versehen und ist seitdem in einem kleinen Museumsgebäude vor dem Bahnhof Walvis Bay zu finden.